# Can Barretina
Can Barretina és una obra de Riudaura (Garrotxa) protegida com a bé cultural d'interès local.

## Descripció
És una casa situada en un costat lateral de la plaça del Gambeto, pròxim al casal de can Casula. És de planta rectangular i teulat a dues aigües, sostingut per bigues i cairats de fusta que surten a l'exterior. Disposa de baixos, pis i golfes, actualment utilitzades com a magatzems de palla. L'estructura arquitectònica de Can Barretina és molt senzilla, mancada de qualsevol tipus d'ornamentació. Destaca, però, tres caps d'animal situats a l'altura del primer pis, representen possiblement la testa de tres gossos. El parament exterior és fet de pedra del país poc treballada.

## Història
Riudaura és un petit nucli urbà que va néixer a l'ombra del monestir de Santa Maria. L'estructura d'alguns dels seus carrers és plenament medieval, però la majoria corresponen al segle xviii, moment en què es bastiren i remodelaren part dels habitatges que estructuren la plaça del Gambeto; durant la centúria següent es remodelaren i aixecaren de nova planta algunes de les construccions situades en els carrers que desemboquen a l'esmentada plaça.